# 王隽英

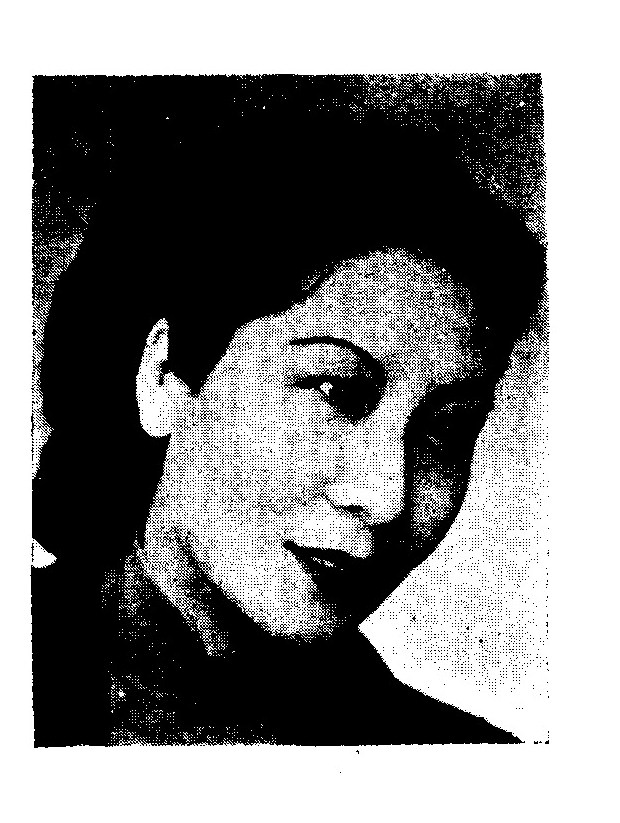
王雋英近照

王隽英（1911年—1960年12月5日），别号崆峒筱侠，山东海阳人。她是著名物理学家、诺贝尔物理学奖得主丁肇中的母亲。

## 生平
王隽英的名字源于其父王以成所作《箴女诗》中“隽笔绘宏图，英才步锦程”一句。王以成在辛亥革命中丧生，她后被丁惟汾收为义女。在丁惟汾的资助下，她毕业于燕京大学。后赴美国密歇根大学留学，获硕士学位。回国后，丁惟汾介绍同族的丁观海与王隽英相识。两人随后成婚。
王隽英曾任教于四川教育学院、国立社会教育学院。1945年，她当选为中国国民党第六届候补中央执行委员。1946年，当选制宪国民大会代表。1947年，增选为第四届国民参政会参政员。1948年，当选第一届立法委员。1949年赴台，担任大学教授。后随全家侨居美国，1960年去世。